# 栾义军
栾义军（1967年5月23日—2009年12月26日）是已故中国职业足球运动员，曾效力于八一队和北京国安。1998年赛季结束后八一降入甲B，开始启用大批年轻球员，栾义军也就此退役。
退役后栾义军曾经担任过八一队的教练，之后也经营过餐馆，随后又带过北京公安局下业余球队的训练。2007年，他曾出任呼和浩特黑马的主教练，重返职业足坛，但是为时仅几周就由于不愿意配合老板王珀打假球而辞职。2008年，他出任了天津松江的助理教练。
2009年底，正在参与筹划重建八一足球队的栾义军因为突发心肌梗塞在北京解放军306医院去世，享年42岁。